# ألونسوة أذينية
ألونسوة أذينية (الاسم العلمي: Alonsoa auriculata) هي نوع من القوارض تتبع جنس الألونسوة من الفصيلة الغدبية.